# 詞華集 (フィービ・スノウのアルバム)
『詞華集』（Against the Grain）は、1978年にリリースされたシンガーソングライター、フィービ・スノウの5枚目のアルバム。

## 概要
| 専門評論家によるレビュー | 専門評論家によるレビュー |
| レビュー・スコア         | レビュー・スコア         |
| 出典                     | 評価                     |
| ------------------------ | ------------------------ |
| Allmusic                 | [ 1 ]                    |
| Christgau's Record Guide | C+                       |
| Smash Hits               | 6/10                     |

『詞華集』の発表当時、フィービ・スノウはこのアルバムをこれまでのレコードでの「ジャズの影響から計画的に離れた」、自身の「最もロックな」アルバムと呼んだ。雑誌Stereo Reviewのピーター・ライリーは、アルバムの意図を「［スノウの］アウトライト（率直な、明白な）ロックンロールへの参入を示す」ものだと認めたが、「本物のロックの単なる言い換え」であり、「本物の、心に訴えるような感情を込めて歌詞を表現する才能を持った歌手が、これほど厄介で無様な方向転換をした」と惜しんだ。
『詞華集』は、スノウにとって2枚目のBillboard 200 100以上に上がらなかったアルバムとなり、売り上げも悪く、スノウのコロムビアとの契約も解消された。スノウは、その後の10年の間にアルバム『ロック・アウェイ』を発表したが、これはスノウが「ロックンロール」に移行したことをアピールしている。1981年の『ロック・アウェイ』発表時のインタビューで、スノウは『詞華集』を「惨事」と評し：「［これは］ロックアルバムになるはずだったけど意見が多すぎた。演奏者、歌手、スタジオの掃除をする人みんながアルバムを作り……ポール・マッカートニーの「エヴリ・ナイト」を入れたことは（これがスノウに英国とオーストラリアでのヒットをもたらした）、アルバムに入れることのできた私のアイデアの一つでした」
オールミュージックでの回顧的レビューで、批評家のウィリアム・ルールマンはアルバムについて「フィル・ラモーンに加えて共同プロデューサーとしてバリー・ベケットを参加させるする決定は、R&Bの深みと熱気を追加するのに役立ったが、『詞華集』は前作よりも更に情熱を注いだだけだ」と書いている。ロバート・クリストガウはアルバムについて「今回のスノウはカバー曲で死んでいる…ポール・マッカートニーの「エヴリ・ナイト」にはどんな面でも惹かれるものがない」と書いた。

## トラックリスト
特記あるものを除き、フィービ・スノウによる作詞作曲。
サイド1
1. 「エヴリ・ナイト」（ポール・マッカートニー）– 3:31
2. 「ドゥ・ライト・ウーマン、ドゥ・ライト・マン」（チップス・モマン 、ダン・ペン）– 4:08
3. 「彼は特別」（クライド・ウィルソン 、ブライアン・ホランド）– 2:59
4. 「ランダム・タイム」– 3:39
5. 「イン・マイ・ライフ」（パティ・オースティン）– 5:02

サイド2
1. 「あなたの負けよ」– 4:22
2. 「泣かないでママ」– 3:06
3. 「オー、L.A.」– 3:17
4. 「女房持ちの男たち」（マギー・ロッシュ）– 3:44
5. 「渚にて」– 4:39

## Charts
| Chartチャート（1979年）            | 最高 順位 |
| ---------------------------------- | --------- |
| オーストラリア (Kent Music Report) | 9         |

## パーソネル
- フィービ・スノウ – アコースティックギター、リードボーカル、バッキングボーカル
- スティーブ・バーグ – エレキギター、スライドギター
- スティーヴ・カーン – 12弦ギター、アコースティックギター、エレキギター
- ヒュー・マクラッケン – 12弦ギター、アコースティックギター、エレキギター
- ジェフ・ミロノフ – エレクトリックギター
- ウォーレン・ニコルズ – ペダルスティール・ギター
- バリー・ベケット – キーボード、アコースティックピアノ、シンセサイザー
- デイヴ・グルーシン – キーボード
- リチャード・ティー – エレクトリック・ピアノ
- ウィル・リー – ベース
- ヒュー・マクドナルド – ベース
- ダグ・ステグマイヤー – ベース
- リバティ・デヴィート – ドラム
- リック・マロッタ – ドラム
- ラルフ・マクドナルド – パーカッション
- マイケル・ブレッカー – サクソフォーン
- ジョン・ファディス – フリューゲルホルン
- コーキー・ヘイル – ハープ
- マーゴ・チャップマン – バッキング・ボーカル
- マイケル・グレイ – バッキング・ボーカル
- ラニ・グローブス – バッキング・ボーカル
- グウェン・ガスリー – バッキング・ボーカル
- リンダ・ラプレスティ – バッキング・ボーカル

## 製作
- プロデューサー – フィル・ラモーン、バリー・ベケット
- ミキシング - バリー・ベケット
- 技術 - バート・ツァーリップ
- 再ミキシング - スティーヴ・メルトン
- マスタリング - テッド・ジェンセン
- デザイン - ポーラ・シェア
- 写真 - ベノ・フリードマン